# Ocellularia tenuis
Ocellularia tenuis är en lavart som först beskrevs av Hale, och fick sitt nu gällande namn av Hale. Ocellularia tenuis ingår i släktet Ocellularia och familjen Graphidaceae.   Inga underarter finns listade i Catalogue of Life.